# Кунтоминтар
Кунтоминтар (Китайо) е активен стратовулкан на остров Шиашкотан, принадлежащ към Северните Курилски острови. Административно попада в Северо-Курилския район на Сахалинска област на Русия. Остров Шиашкотан има формата на гира, в североизточната част на която е разположен вулканът Синарка, а в югозападната, в центъра на полуостров Никонов – вулканът Кунтоминтар.

## Описание
Кунтоминтар е формиран през плейстоцена и възрастта му се определя на около 10 000 години. Влиза в състава на сложен вулканичен масив, при който се отделят две, вложени една в друга, калдери и вътрешен конус, който е действащият вулкан Кунтоминтар. Калдерата, запълнена от централния конус, е с дължина 4 – 4,5 км и ръбът ѝ е видим от североизточната страна. В западната част се намира втора калдера, чиято западна стена е напълно разрушена.
Основният конус е слоест, изграден от андезит и базалт и има височина 828 м. Издига се над дъното на калдерата на 125 – 130 м., при диаметър на основата 0,8 км. Представлява малък вулканичен хребет с полегати склонове, като изключение прави северозападният, който е стръмен. Набраздени са от тесни долини с вулканичен произход, а склоновете са богати на водопади. По тях има и няколко малки езера. Продуктите на изригванията са лава и пирокластични потоци, съдържащи главно андезит и андезито-дацит.
В състава на масива могат да се различат десетина вулканични форми, сред които са два експлозивни кратера – североизточен и югоизточен. Много от образуванията са разрушени от сеизмични и тектонични свлачища. Единият кратер е на върха и е запълнен от ледник и снежно поле. Вторият е разположен под него, на височина 390 м. по северозападния склон. По този склон се наблюдава хаотична смесица от лава и паразитни конуси. На юг вулканът завършва с плоския скалист връх Минамиито и се спуска към морето със стръмния нос Арасаки.

## Активност
В историята съществуват много малко данни за Кунтоминтар. Предполага се, че изригване е имало през 1927, но точно потвърждение за това няма. През 1872 г. става изригване, чиито пирокластични потоци унищожават малко селище на айните на острова. Първоначално се приема, че се е събудил Кунтоминтар, но впоследствие се установява, че активността е на вулкана Синарка.
В наше време се наблюдава фумаролна и термална активност и непрекъсната солфатарна дейност, която се развива на източната стена на вътрешната калдера и близкия серен източник. В по-ниско разположения кратер съществува солфатарна и термална активност, поради което от него периодично се излива гореща вода, която протича до океана.